# Aega nanhaiensis
Aega nanhaiensis är en kräftdjursart som beskrevs av Yu 2007. Aega nanhaiensis ingår i släktet Aega och familjen Aegidae.
Artens utbredningsområde är Sydkinesiska sjön. Inga underarter finns listade i Catalogue of Life.